# ソウ (韓国の女優)
ソウ（Seo Woo、1985年7月7日 - ）は、韓国の女優。

## プロフィール
ソウル生まれ。3姉妹の末っ子。身長162cm。体重43kg。水原科学大学放送芸能学科中退。2007年に映画『My Son～あふれる想い～』でデビュー。姉が2人いる。
防弾少年団の大ファン

## 出演作品

### ドラマ
- キムチ・チーズ・スマイル（2007年-2008年、MBC） - ヨンジの友人 役
- タムナ 〜Love the Island〜（2009年、MBC） - チャン・ホジン 役
- シンデレラのお姉さん （2010年、KBS） - ク・ヒョソン 役
- 欲望の炎 （2010年-2011年、MBC） - ペク・インギ／ユン・ヘジン 役
- 明日が来れば（2011年-2012年、SBS） - ユン・ウンチェ 役
- ノック（2012年、MBN）
- 瑠璃＜ガラス＞の仮面（2012年-2013年、tvN） - カン・イギョン 役
- 帝王の娘 スベクヒャン（2013年-2014年、MBC） - ソルヒ 役
- 深夜食堂 from ソウル（2015年、SBS） - ヒョジン 役

### 映画
- My Son～あふれる想い～（英語版）（2007年）
- ミスにんじん（2008年）
- 携帯電話（英語版）（2009年）
- 坡州（英語版）（2009年）
- ハウスメイド（2010年）

### MV
- PSY「Right Now」（2011年）
- BTOB「Irresistible Lips」（2012年）

## 受賞歴
- 2008年 第11回ディレクターズ カット映画賞 今年の新人演技者賞（『ミスにんじん』）
- 2008年 第7回大韓民国映画大賞 新人女優賞（『ミスにんじん』）
- 2008年 第28回韓国映画評論家協会賞 新人女優賞（『ミスにんじん』）
- 2009年 父母の祭日映画賞 新人女優賞（『ミスにんじん』）
- 2009年 MBC演技大賞 女性新人賞/人気賞（『タムナ～Love the Island』）